# Argus (Schiff, 1988)
RFA Argus (Kennung: A135) ist ein Trainings- und Hilfsflugzeugträger der britischen Royal Fleet Auxiliary und damit ein Unterstützungsschiff der britischen Marine. Sie dient zudem als Hospital- und Transportschiff. Der Name des Schiffes bezieht sich auf den stets wachsamen Riesen Argus aus der griechischen Mythologie.

## Geschichte

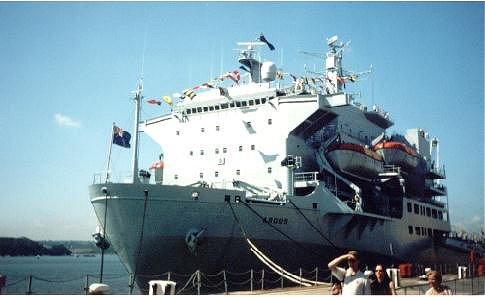
RFA Argus

Die Argus lief 1981 als ziviles Containerschiff unter dem Namen Contender Bezant auf der italienischen Werft CNR Breda vom Stapel. 1982 wurde sie im Rahmen des Falklandkrieges für den Transport von Soldaten und Material zu den Falklandinseln requiriert. 1984 kaufte das Verteidigungsministerium das Schiff als Ersatz für den leichten Hubschrauberträger RFA Engadine. Bei Harland & Wolff in Belfast wurde das Schiff entsprechend seiner neuen Aufgabe für 50 Millionen £ umgebaut und 1988 unter dem neuen Namen RFA Argus in Dienst gestellt. Aufgrund seiner Einstufung als Unterstützungsschiff untersteht es formell der Royal Fleet Auxiliary und nicht der Royal Navy.
1990 wurde das Schiff provisorisch mit einer Krankenstation ausgestattet, um während des Zweiten Golfkrieges die Erstversorgung verwundeter Soldaten sicherzustellen. Diese wurde später zu einem komplett ausgestatteten Krankenhaus mit 100 Betten ausgebaut. 1993 wurde die Argus im Rahmen des Balkankonfliktes und 1999 während des Kosovo-Krieges in der Adria eingesetzt. 2001 wurde das Schiff einer umfangreichen Modernisierung unterzogen, bei der vor allem die Krankenstation ausgebaut wurde. Im Jahr 2003 nahm sie als Bestandteil des britischen Flottenverbandes am Irak-Krieg teil, wobei sie als Krankenhausschiff operierte.
Ursprünglich war geplant, die Argus 2008 durch einen Nachfolger zu ersetzen. Aufgrund eines fehlenden Budgets und Streitigkeiten über die Art des Neubaus wurde jedoch entschieden, sie bis 2020[veraltet] weiter einzusetzen. Zu diesem Zweck wurde sie von Oktober 2006 bis Mai 2007 noch einmal einer umfangreichen Modernisierung unterzogen.

## Aufgaben und Ausstattung
Für ihre eigentliche Hauptaufgabe als Hilfsflugzeugträger und Schiff für das Pilotentraining verfügt die Argus über ein 120 Meter langes, jedoch nicht durchgehendes, Flugdeck. Dieses bietet Platz für fünf Hubschrauber, weitere vier können in einem Hangar unterhalb des Flugdecks verstaut werden. Dort stehen Wartungs- und Reparatureinrichtungen für fast alle Hubschraubertypen der britischen Streitkräfte bereit. Lediglich der schwere Transporthubschrauber CH-47 Chinook kann ausschließlich auf dem Flugdeck eingesetzt werden, da er für die zwei Lifte, die das Flugdeck mit dem Hangar verbinden, zu groß ist. Die Argus ist zudem für den Transport und Einsatz des Kampfflugzeuges Harrier ausgestattet. Aufgrund des kurzen Flugdecks und eines fehlenden Ski-Jump, wie ihn die Flugzeugträger der Invincible-Klasse hatten, konnten diese jedoch nur mit sehr leichter Bewaffnung starten.
Die zweite Funktion der Argus ist die Versorgung von Verwundeten. Sie verfügt hierzu über ein komplett ausgestattetes Krankenhaus mit 100 Betten, davon 30 Intensivbetten, und drei Operationssälen. Die Argus erfüllt aufgrund ihrer Bewaffnung, Lackierung und des Einsatzes als Hilfsflugzeugträger nicht die Vorgaben der Genfer Konvention für ein Hospitalschiff und wird daher offiziell als Schiff zur Erstversorgung von Verwundeten deklariert, obwohl ihre Ausstattung der eines Krankenhausschiffes entspricht.
Die Argus wird zudem auch für den Transport von Truppen und Material eingesetzt. Angrenzend an den Hangar befinden sich mehrere Decks, um auch schwere Fahrzeuge unterzubringen. Diese können über ein Tor an der Steuerbordseite direkt in das Schiff einfahren.
Die Hauptaufgaben des Schiffes liegen heute im Pilotentraining, dem Transport von Truppen und Material sowie der Versorgung Verwundeter, während sie als Hilfsflugzeugträger de facto nicht mehr eingesetzt wird. Während des Einsatzes in der Adria 1993 wurden die Schwächen des Schiffes in diesem Bereich deutlich. Aufgrund des begrenzten Flugdecks kann nur jeweils ein Hubschrauber zur gleichen Zeit starten oder landen. Harrier-Kampfflugzeuge können nur senkrecht starten, was ihre Reichweite aufgrund des hohen Treibstoffverbrauchs deutlich verringert und nur eine sehr leichte Bewaffnung zulässt. Ein weiterer Kritikpunkt war der kleine Hangar, der nur vier Hubschraubern Platz bietet. Aufgrund dieser Schwächen entschied sich die Royal Navy zum Bau des Hubschrauberträgers Ocean, der von 1998 bis zu seiner Außerdienststellung im Jahr 2018 diese Funktion der Argus übernahm.